# Pseudoneureclipsis tiani
Pseudoneureclipsis tiani is een schietmot uit de familie Dipseudopsidae. De soort komt voor in het Oriëntaals gebied.